# Chinatown (Yokohama)
Chinatown (横浜中華街, Yokohama chūkagai) est un quartier de Yokohama, dans la préfecture de Kanagawa, au Japon. Il n'est pas seulement le plus grand quartier chinois du Japon mais aussi de toute l'Asie hors République populaire de Chine (RPC).

## Histoire
L'histoire du Chinatown de Yokohama remonte à 150 ans environ. À l'époque contemporaine, peu de Chinois vivent à Chinatown. La population compte entre trois et quatre mille résidents dont la plupart proviennent de Canton.

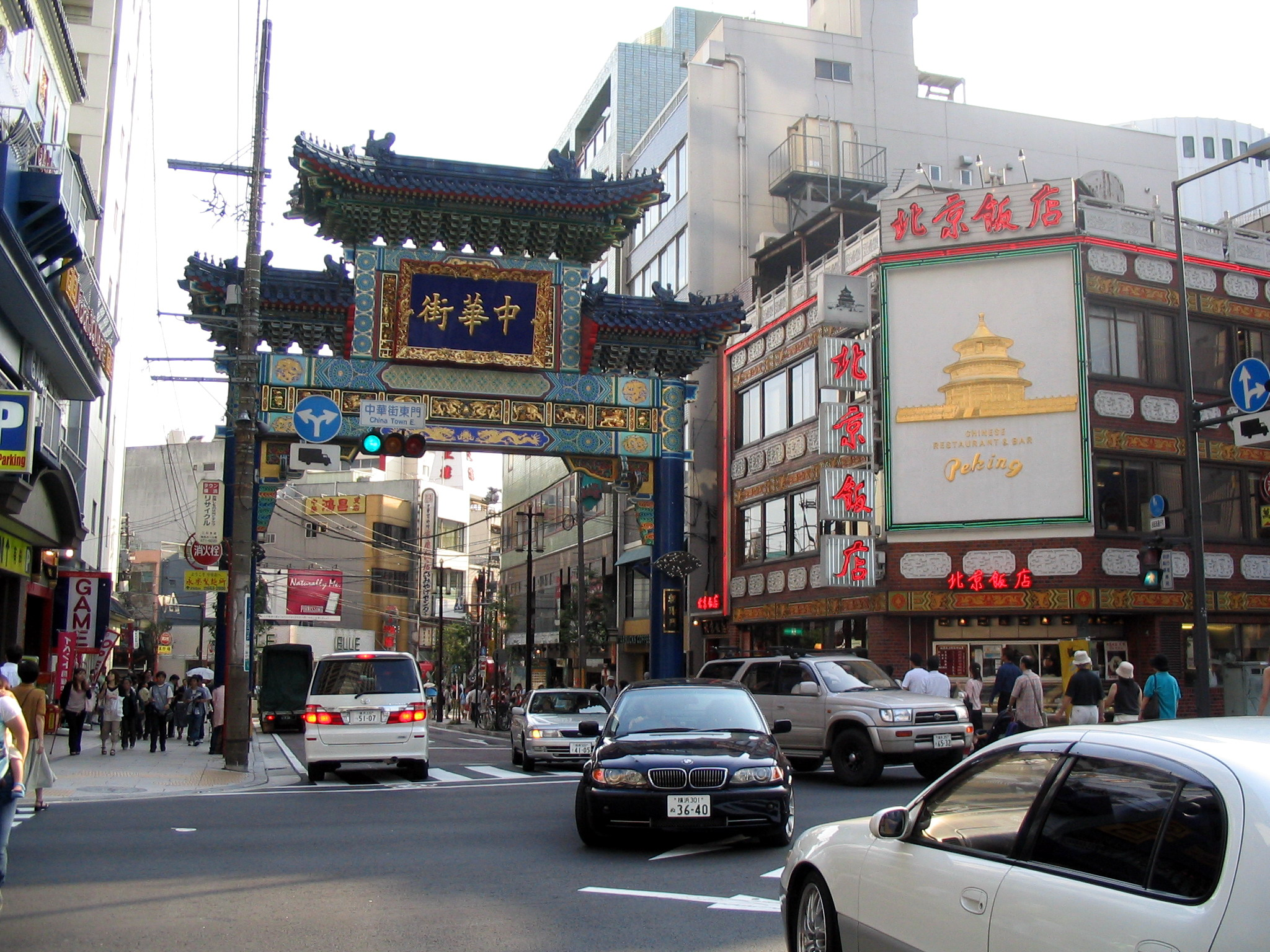
Porte Est.

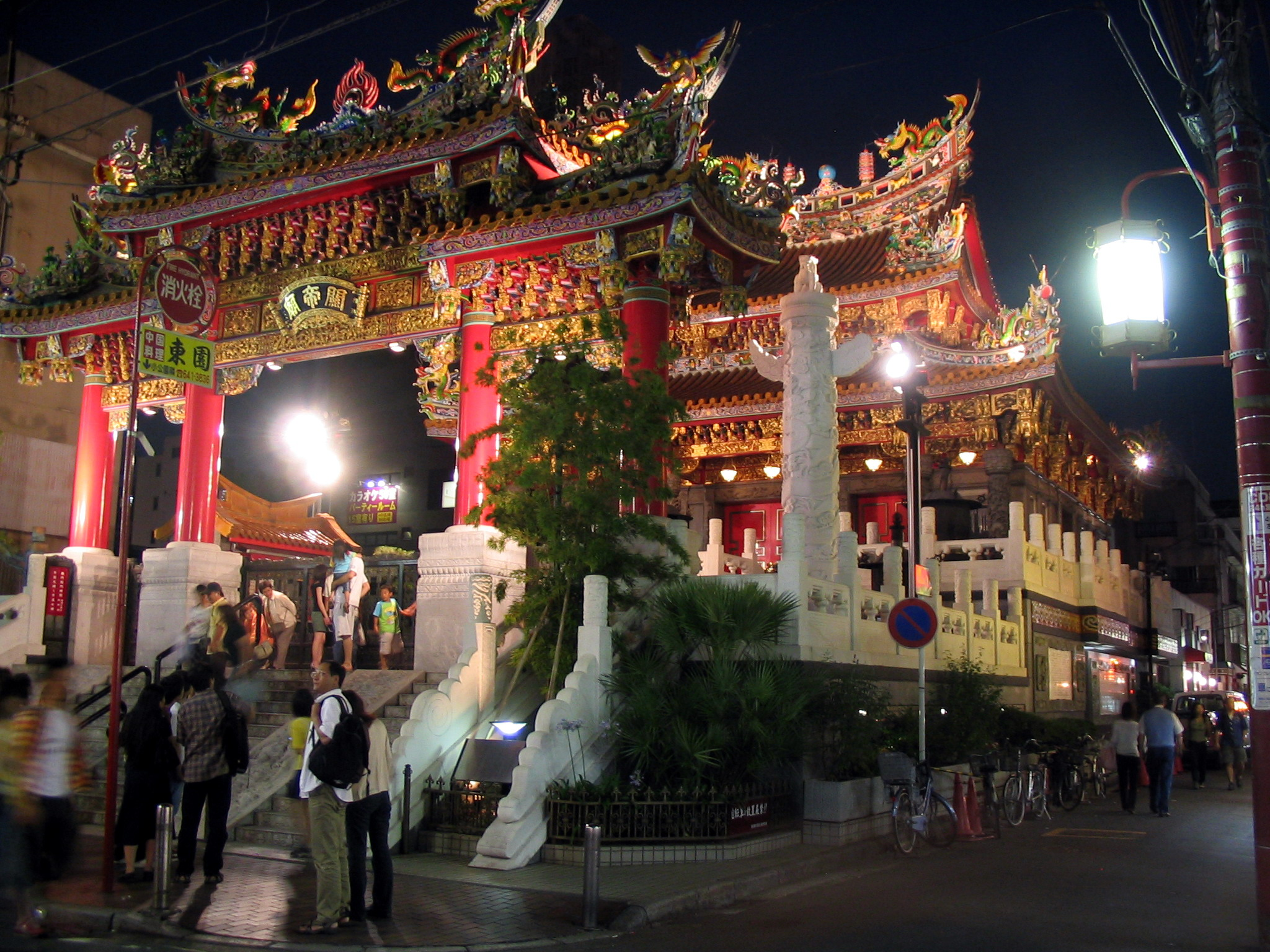
Temple de Kwan Tai.